# لئاندر دندونکر
لئاندر دندونکر (هلندی: Leander Dendoncker؛ زادهٔ ۱۵ آوریل ۱۹۹۵) بازیکن فوتبال اهل بلژیک است که برای باشگاه فوتبال استون ویلا بازی می‌کند.
وی اولین بازی ملی خود را در بازی دوستانه مقابل فرانسه انجام داد.